# Ектор Чумпітас
Ектор Чумпітас (ісп. Héctor Chumpitaz, нар. 12 квітня 1944, Сан-Вісенте-де-Каньєте) — перуанський футболіст, що грав на позиції захисника. По завершенні ігрової кар'єри — тренер.
Виступав, зокрема, за «Універсітаріо де Депортес» та «Спортінг Крістал». Капітан збірної Перу в її «золотий період» — на двох чемпіонатах світу 1970 і 1978 років, а також на переможному Кубку Америки 1975 року.
Поряд з Теофіло Кубільясом і Уго Сотілем входить до числа найкращих футболістів в історії збірної Перу. У 2000 році Ектор Чумпітас увійшов до числа 35 найкращих футболістів Південної Америки XX століття за версією IFFHS.

## Клубна кар'єра
У 19 років Чумпітас дебютував у клубі другого дивізіону «Унідад Весіналь». У 1964 році він став виступати вже за команду вищого дивізіону Перу — «Депортіво Мунісіпаль».

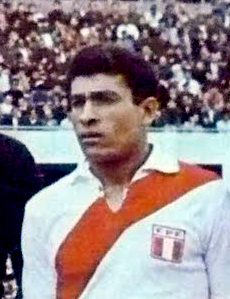
Ектор Чумпітас у 1968 році.

З 1966 року Чумпітас став виступати за один з найуспішніших перуанських клубів — «Універсітаріо де Депортес». З цією командою він виграв 5 титулів чемпіона Перу (1966, 1967, 1969, 1971, 1974). 1972 року «Універсітаріо» вперше в історії перуанського футболу пробився у фінал Кубка Лібертадорес, де поступився аргентинському гранду «Індепендьєнте» з рахунком 2:1 у другому фінальному матчі (матч в Лімі закінчився внічию 0:0). Чумпітас був капітаном тієї команди «Універсітаріо».
У 1975 році Чумпітас поїхав грати за мексиканський клуб «Атлас» з Гвадалахари, де провів два сезони і 1977 року повернувся в чемпіонат Перу, цього разу в клуб «Спортінг Крістал», з яким ще тричі завойовував чемпіонський титул (1979, 1980, 1983). Завершив ігрову кар'єру у команді «Спортінг Крістал» у 1984 році. До цього дня Чумпітас залишається найкращим бомбардиром-захисником в історії чемпіонату Перу — він відзначився 65 голами в 456 матчах. 
По завершенні ігрової кар'єри тренував кілька перуанських клубів, а також відкрив свою футбольну школу.

## Виступи за збірну
3 квітня 1966 року дебютував в офіційних матчах у складі національної збірної Перу в товариській зустрічі проти збірної Парагваю в Лімі, перуанці поступилися з рахунком 0:1.
Був основним гравцем команди у кваліфікації до чемпіонату світу 1970 року, де перуанці сенсаційно вибили Аргентину і вперше за 40 років вийшли на «мундіаль». На самому чемпіонаті світу Чумпітас провів перший свій матч 2 червня 1970 року проти Болгарії в мексиканському Леоні, в якому перуанці взяли гору з рахунком 3:2, а Чумпітас забив один із голів своєї команди. Загалом збірна Перу дійшла до 1/4 фіналу, також, як і 8 роками потому, на чемпіонаті світу 1978 року в Аргентині. На обох турнірах Чумпітас носив капітанську пов'язку.
Згодом Чумпітас виступав за національну збірну Перу на Кубку незалежності Бразилії, який проходив з 18 по 25 червня 1972 року в Бразилії. Він допоміг своїй команді здобути перемогу над Венесуелою з рахунком 1:0, але Перу програло у фінальній грі своєї групи Югославії з рахунком 1:2 і не вийшло до фінального раунду.
У 1973 році в іспанській Барселоні відбувся матч зірок між збірними Європи і Південної Америки. У ньому брали участь такі великі гравці, як Йоган Кройф, Франц Беккенбауер, Теофіло Кубільяс та інші, а Ектор Чумпітас був обраний капітаном збірної Південної Америки, за що отримав прізвисько «Капітан Америки» (ісп. El Capitán de America). Матч закінчився з рахунком 4:4, а в серії післяматчевих пенальті Південна Америка виграла з рахунком 7:6.
Пізніше Чумпітас як капітан збірної привів Перу до перемоги на Кубку Америки 1975 року, що сталось лише вдруге в історії цієї команди і наразі востаннє.
На чемпіонаті світу 1978 року в Аргентині Чумпітас як капітан зіграв в усіх шести іграх. Перу зуміла виграти групу, не зазнавши жодної поразки, але у другому груповому етапі виступила вкрай невдало, зазнавши три поразки. При цьому в останньому матч перуанці, які втратили шанси на прохід далі, програли з рахунком 0:6 у скандальному матчі проти Аргентини. Перед останнім туром у тій групі Бразилія і Аргентина мали однакову кількість очок, але різниця забитих і пропущених м'ячів була краще у бразильців. В останньому матчі вони впевнено обіграли збірну Польщі (3:1). Для того щоб посісти перше місце, Аргентині необхідно було перемагати збірну Перу з різницею не менше 4-х м'ячів. Тому неочікувана перемога 6:0 була сприйнята бразильцями як здача матчу від Перу, втім ФІФА не задовольнила протести, а Чумпітас заявив, що його команда грала чесно. Тим не менш і досі ходять чутки про можливий договірний характер матчу, який став останнім для Чумпітаса на чемпіонатах світу.
Наступного року Чумпітас поїхав з командою на останній великий турнір, Кубок Америки 1979 року. Там перуанці як тріумфатори попереднього турніру потрапили одразу у півфінал, де не зуміли подолати Чилі (1:2 і 0:0) і після двох матчів безславно покинули турнір. Ектор зіграв в обох іграх.
Чумпітас також зіграв у всіх чотирьох іграх у кваліфікації до чемпіонату світу 1982 року, допомігши своїй збірній вдруге поспіль кваліфікуватись на «мундіаль», але в грудні 1981 року зазнав серйозної травми, через яку не лише пропустив сам турнір, а й більше ніколи не грав за збірну. Загалом протягом кар'єри в національній команді, яка тривала 16 років, провів у її формі 105 матчів, забивши 6 голів, ставши рекордсменом збірної Перу за найбільшою кількістю матчів в ролі капітана (90 ігор).

## Титули і досягнення

### Командні
- Чемпіон Перу (8):

«Універсітаріо де Депортес»: 1966, 1967, 1969, 1971, 1974
«Спортінг Крістал»: 1979, 1980, 1983
- Переможець Кубка Америки: 1975

### Особисті
- Найкращий захисник Південної Америки: 1969, 1971
- Найкращий футболіст Південної Америки ХХ століття: 35-е місце[10]?
- У символічній збірній Кубків Америки 1916—2005[11]
- У символічній команді всіх зірок Південної Америки на Чемпіонатах світу 1958—2006[12]